# ابرفلدی، پرت و کینراس
ابرفلدی، پرت و کینراس (به انگلیسی: Aberfeldy, Perth and Kinross) یک شهرک در اسکاتلند است که در پرت و کینروس واقع شده‌است. ابرفلدی ۱٬۸۹۵ نفر جمعیت دارد.